# Elvis Gregory
Elvis Gregory Gil (La Habana, 18 de mayo de 1971) es un deportista cubano que compitió en esgrima, especialista en la modalidad de florete.
Participó en tres Juegos Olímpicos de Verano entre los años 1992 y 2000, obteniendo tres medallas, plata y bronce en Barcelona 1992 y bronce en Atlanta 1996. Ganó seis medallas en el Campeonato Mundial de Esgrima entre los años 1991 y 2001.

## Palmarés internacional
| Juegos Olímpicos   | Juegos Olímpicos            | Juegos Olímpicos  | Juegos Olímpicos    |
| Año                | Lugar                       | Medalla           | Prueba              |
| ------------------ | --------------------------- | ----------------- | ------------------- |
| 1992               | Barcelona (España)          | Medalla de plata  | Florete por equipos |
| 1992               | Barcelona (España)          | Medalla de bronce | Florete individual  |
| 1996               | Atlanta (Estados Unidos)    | Medalla de bronce | Florete por equipos |
| Campeonato Mundial |                             |                   |                     |
| Año                | Lugar                       | Medalla           | Prueba              |
| 1991               | Budapest (Hungría)          | Medalla de oro    | Florete por equipos |
| 1995               | La Haya (Países Bajos)      | Medalla de oro    | Florete por equipos |
| 1995               | La Haya (Países Bajos)      | Medalla de bronce | Florete individual  |
| 1997               | Ciudad del Cabo (Sudáfrica) | Medalla de plata  | Florete por equipos |
| 1998               | La Chaux-de-Fonds (Suiza)   | Medalla de plata  | Florete individual  |
| 2001               | Nimes (Francia)             | Medalla de bronce | Florete por equipos |